# Goethe (trein)
De Goethe was een Europese internationale trein voor de verbinding Frankfurt - Parijs. De Goethe was vernoemd naar de uit Frankfurt afkomstige dichter Johann Wolfgang von Goethe.

## Geschiedenis
De Goethe werd in 1970 in het TEE-net opgenomen. Het betrof hier een opwaardering van de al bestaande sneltrein tussen Parijs en Frankfurt.
De trein verdween in 1975 van de verbinding Parijs en Frankfurt maar werd in 1979 weer in het leven geroepen door de DB als binnenlandse TEE op het traject Dortmund - Frankfurt.
In 1981 werden soms ook treinstellen van de serie 403, de latere Lufthansa Airport Express, ingezet als praktijkproef. In 1982 startte Lufthansa met de Airport Express op het traject Düsseldorf - Frankfurt als alternatief voor binnenlandse vluchten. Het jaar daarop werd de TEE-Goethe, die op hetzelfde traject dezelfde klantenkring bediende, opgeheven. In 1985 herleefde de Goethe als InterCity tussen Parijs en Frankfurt en vanaf 1987 tot 2007 heeft de Goethe gereden als EuroCity op hetzelfde traject.

## Trans Europ Express

### Rollend materieel
De treindienst werd meteen gestart met elektrische tractie met getrokken rijtuigen.

#### Tractie
Als locomotieven werden tussen Frankfurt en Metz de serie 181 van de DB ingezet.

#### Rijtuigen
Als rijtuigen werden gemoderniseerde Inox-rijtuigen type Mistral 56 van de SNCF ingezet.

### Route en dienstregeling
| TEE 50 | land      | station           | km  | TEE 51 |
| ------ | --------- | ----------------- | --- | ------ |
| 07:00  | Duitsland | Frankfurt am Main | 0   | 22:59  |
| 07:48  | Duitsland | Mannheim          | 81  | 22:11  |
| 08:28  | Duitsland | Kaiserslautern    | 142 | 21:31  |
| 09:05  | Duitsland | Saarbrücken       | 209 | 20:54  |
| 09:16  | Frankrijk | Forbach Lorraine  | 219 | 20:44  |
| 09:59  | Frankrijk | Metz              | 289 | 20:05  |
| 12:44  | Frankrijk | Paris Est         | 643 | 17:15  |

Op 28 mei 1972 is een extra stop in St. Avold, tussen Metz en Forbach toegevoegd. Als TEE is de Goethe in 1975 van deze verbinding verdwenen. De TEE Goethe is in 1979 weer in het leven geroepen door de DB als binnenlandse TEE op het traject Dortmund-Frankfurt. Hierbij is toen ook de TEE Heinrich Heine in dienstgenomen op hetzelfde traject maar met een gespiegelde dienstregeling. Deze binnenlandse TEE's reden alleen op werkdagen.
| TEE 25 | land      | station           | km  | TEE 24 |
| ------ | --------- | ----------------- | --- | ------ |
| 05:34  | Duitsland | Dortmund          | 0   | 20:22  |
| 05:56  | Duitsland | Essen             | 34  | 20:01  |
| 06:08  | Duitsland | Duisburg          | 54  | 19:50  |
| 06:23  | Duitsland | Düsseldorf        | 77  | 19:37  |
| 06:49  | Duitsland | Keulen            | 117 | 19:13  |
| 07:08  | Duitsland | Bonn              | 151 | 18:51  |
| 07:41  | Duitsland | Koblenz           | 210 | 18:19  |
| 08:32  | Duitsland | Mainz             | 302 | 17:29  |
| 08:56  | Duitsland | Frankfurt am Main | 340 | 17:05  |

In zuidelijke richting werd op vrijdagen doorgereden tot Nürnberg, dit deel verviel op 1 juni 1980. Op 26 september 1982 werd aan de noordkant het traject beperkt tot Düsseldorf en op 27 mei 1983 werd de TEE Goethe opgeheven.

## InterCity
Na een onderbreking van twee jaar keerde de Goethe op 2 juni 1985 weer terug als IC 156,157 op de oorspronkelijke route Frankfurt am Main - Parijs. Twee jaar later werd de trein opgenomen in het EuroCity net met de nummers EC 56,57.

## EuroCity
Op 31 mei 1987 was de Goethe een van de Eurocities tussen Frankfurt am Main en Parijs, de andere was de EC Victor Hugo. EC 57 Goethe vertrok 's morgens uit Parijs richting Frankfurt en 's middags uit Frankfurt richting Parijs als EC 56. De Victor Hugo startte 's morgens in Frankfurt om 's avonds terug te rijden uit Parijs. Door twee treinparen te laten rijden kon zowel 's morgens als 's middags een EC worden aangeboden wat een verbetering was ten opzichte van de TEE trein die maar eenmaal per dag reed. In 1989 kreeg het duo gezelschap van EC Gustave Eiffel en EC Heinrich Heine waarmee het aanbod nogmaals werd verdubbeld. In 1997 is de Goethe in oostelijke richting doorgetrokken tot Praag, wat tot 2 december 2000 het oostelijke eindpunt was. Op 12 december 2004 verviel de naam Goethe, de treindienst is toen naamloos voortgezet tot op 10 juni 2007 de dienst werd overgenomen door hogesnelheidstreinen over de LGV-Est.